# Сокаев, Тимур Михайлович
Тиму́р Миха́йлович Сока́ев (осет. Сокаты Михаилы фырт Тимур) — советский борец вольного стиля, чемпион Европы среди молодёжи (1972) и призёр Спартакиады народов СССР (1975).

## Биография
Тренировался у заслуженного тренера РСФСР — Бориса Сокаева. В 1970 году становится чемпионом СССР среди кадетов. В 1972 году становится победителем чемпионата Европы среди молодёжи в Хваре. В 1975 году становится бронзовым призёром Спартакиады народов СССР в Киеве.

## Спортивные достижения
- Чемпион Европы среди молодёжи в Хваре (1972)
- Чемпион СССР среди кадетов (1970)